# 茅垭镇
茅垭镇，是中华人民共和国贵州省遵义市绥阳县下辖的一个乡镇级行政单位。

## 行政区划
茅垭镇下辖以下地区：
茅垭村、新乐村、新江村、关德村、中坪村、和平村和拥德村。